# Jorge Roldán
Jorge Roldán Popol (Ciudad de Guatemala; 16 de noviembre de 1940-8 de junio de 2023), conocido popularmente como El Grillo, fue un futbolista y entrenador guatemalteco. Se desempeñaba como delantero y disputó los Juegos Olímpicos de México 1968.
Jugó casi toda su carrera para el equipo de Aurora FC, siendo quizás el jugador más emblemático del club, ya que hasta el día de hoy es su máximo anotador con 111 goles. Con la Selección de Guatemala ganó el Campeonato de Naciones de la Concacaf de 1967, posteriormente participó en los Juegos Olímpicos de México 1968 donde llegó hasta los cuartos de final.
Falleció el 8 de junio de 2023 en la ciudad de Guatemala, a los 82 años, producto de padecer cáncer.

## Trayectoria
Debutó con Aurora F.C. en 1958 a la edad de 18 años, al mando del entrenador Rubén Amorín. Ayudó al Aurora a ganar los tres primeros títulos de Liga Nacional, en 1964, 1966, y 1967-68.
Jugó con el club de 1958 a 1973, donde fue su capitán y anotó 111 goles en todas las competiciones, siendo su más alto goleador hasta la fecha.
Alcanzó la final de la Copa Fraternidad Centroamericana 1972 contra el Deportivo Saprissa de Costa Rica, donde en el primer partido jugado en Guatemala anotó por la vía del penal para igualar 1-1 el partido, marcador que así terminó el partido. En el partido de vuelta en Costa Rica, perdió 0-1 cuál dio el título al Saprissa.
Es el segundo futbolista guatemalteco en jugar profesionalmente para un club en España, (antes lo hizo Federico Revuelto, en el Real Madrid a principios del siglo XX) cuándo se unió al Hércules CF en 1972. Su retiro fue en 1973.

## Selección nacional
En la edad de 18, era un miembro del equipo nacional que ganó los Juegos Centroamericanos Juveniles 1958. no fue seleccionado mayor hasta las eliminatorias para Chile 1962, y cuatro años más tarde, la FIFA no aceptó la entrada de Guatemala a Inglaterra 1966, por eso perdió otra posibilidad de jugar en la Copa Mundial de Fútbol. Aun así, hizo su debut internacional en el Campeonato CCCF 1961.
En 1967, capitanea en el Campeonato de Naciones de la Concacaf de 1967, dirigido por su mentor Rubén Amorín. La selección centroamericana gana el primer y único título continental en su historia.
Un año más tarde, cuando Guatemala intentó para calificar al Torneo Olímpico de 1968, anotó un tanto contra Costa Rica en la derrota de 2-3 el 26 de mayo. Anteriormente ganaron 1-0 y después de tiempo extra, el equipo calificó por un lanzamiento una moneda. Su selección logró los cuartos de final del Torneo Olímpico en Ciudad de México, después de que en primera ronda ganara a Checoslovaquia 1-0 y Tailandia 4-1, con él anotando el 2-1 el minuto 55.
Apareció en dos partidos durante la Clasificación para la Copa Mundial de Fútbol de 1970. Cuatro años más tarde, cuanto tenía 33, jugó seis partidos de la campaña de Guatemala en el Campeonato de Naciones de la Concacaf de 1973 que sirvió como el torneo clasificatorio hacia Alemania Federal 1974. Allí, jugó su último partido internacional, un 1-1 en contra Honduras el 15 de diciembre.

### Participaciones en Juegos Olímpicos
| Torneo                   | Sede   | Resultado        |
| ------------------------ | ------ | ---------------- |
| Juegos Olímpicos de 1968 | México | Cuartos de final |

## Trayectoria como entrenador
El 24 de junio de 1973, se retiró de jugar y empezó su formación de entrenamiento. En 1975, dirige a su exequipo Aurora a su cuarto título de liga.
En 1976, dirige al Once Municipal en la Primera División de El Salvador. En 1979, con Aurora, gana la Copa Fraternidad Centroamericana.
A mediados de 1985 pasa con Municipal, para salvar la crisis del equipo pero no pudo hacerlo tras llegar el punto de pelear por no descender.
Ese mismo año retorna con Aurora y gana la liga en 1986 y en la temporada 1992-93 fue el último entrenador en ganar la liga con los aurinegros.
También entrenó a la Selección de Guatemala, durante el Campeonato de Naciones de la Concacaf de 1989 (dónde fue sustituido por Rubén Amorín), en el Torneo Olímpico de 1988, y en la Copa Uncaf 1995.
En 2004, con anterioridad de calificar a Alemania 2006, este fue nombrado Director General de los equipos nacionales de fútbol. Asistió al hondureño Ramón Maradiaga.

## Clubes

### Como jugador
| Club                      | País      | Año       |
| ------------------------- | --------- | --------- |
| Aurora F.C.               | Guatemala | 1958-1972 |
| Hércules de Alicante C.F. | España    | 1972      |
| Aurora F.C.               | Guatemala | 1973-1974 |

### Como entrenador
| Club                   | País        | Año       |
| ---------------------- | ----------- | --------- |
| Aurora F.C.            | Guatemala   | 1974-1975 |
| C.D. Once Municipal    | El Salvador | 1976-1978 |
| Aurora F.C.            | Guatemala   | 1979-1982 |
| C.S.D. Municipal       | Guatemala   | 1985      |
| Aurora F.C.            | Guatemala   | 1985-1988 |
| Selección de Guatemala | Guatemala   | 1988-1989 |
| Aurora F.C.            | Guatemala   | 1992-1995 |
| Selección de Guatemala | Guatemala   | 1995      |

## Palmarés

### Como jugador

#### Títulos nacionales
| Título                    | Equipo    | País      | Año     |
| ------------------------- | --------- | --------- | ------- |
| Copa Nacional             | Aurora FC | Guatemala | 1958    |
| Liga Nacional             | Aurora FC | Guatemala | 1964    |
| Liga Nacional             | Aurora FC | Guatemala | 1966    |
| Liga Nacional             | Aurora FC | Guatemala | 1967-68 |
| Copa Nacional             | Aurora FC | Guatemala | 1967-68 |
| Copa Campeón de Campeones | Aurora FC | Guatemala | 1968    |
| Copa Nacional             | Aurora FC | Guatemala | 1968-69 |

#### Títulos internacionales
| Título                                | Equipo    | Sede     | Año  |
| ------------------------------------- | --------- | -------- | ---- |
| Campeonato de Naciones de la Concacaf | Guatemala | Honduras | 1967 |

### Como entrenador

#### Títulos nacionales
| Título        | Equipo | País      | Año     |
| ------------- | ------ | --------- | ------- |
| Liga Nacional | Aurora | Guatemala | 1975    |
| Liga Nacional | Aurora | Guatemala | 1986    |
| Liga Nacional | Aurora | Guatemala | 1992-93 |

#### Títulos internacionales
| Título                           | Equipo    | País      | Año  |
| -------------------------------- | --------- | --------- | ---- |
| Copa Fraternidad Centroamericana | Aurora FC | Guatemala | 1979 |